# Satyrus hippolyte
Satyrus hippolyte is een vlinder uit de onderfamilie Satyrinae van de familie Nymphalidae. De wetenschappelijke naam van de soort is voor het eerst geldig gepubliceerd in 1784 door Eugen Johann Christoph Esper.